# Иванчич, Йосип
Йосип Иванчич (хорв. Josip Ivančić; род. 29 марта 1991[…], Загреб) — хорватский футболист, нападающий.

## Карьера
Футбольную карьеру начал в 2010 году в составе клуба «Кроация» (Сесвете).
В 2011 году стал игроком хорватского клуба «Задар». В 2014 году стал лучшим бомбардиром клуба, забив 8 голов, но команда занимала лишь 7-10 места в чемпионате.
Затем Иванчич перешёл в стан вице-чемпиона Хорватии клуб «Риека» и выиграл с ним серебряные медали чемпионата 2014/2015. Но провёл сезон в аренде в клубе «Копер».
В 2016 году подписал контракт с клубом «Шериф», за который провел 21 матч в чемпионате Молдавии, забил 5 голов и стал с командой чемпионом Молдавии. А 10 августа 2016 был в составе команды, выигравшей свой очередной Суперкубок Молдавии.
С 2017 по 2018 провёл время в Израиле, побывав в составе трёх клубов.
В январе 2019 года перешёл в казахстанский клуб «Атырау». Но уже 5 июня клуб отзаявил футболиста, расторгнув контракт по согласию обеих сторон.

## Достижения
«Риека»
- Серебряный призёр чемпионата Хорватии: 2015

«Шериф»
- Чемпион Молдавии: 2017
- Суперкубок Молдавии: 2016

«Хапоэль» (Хайфа)
- Обладатель Кубка Израиля: 2017/18